# Leonarda Cianciulli
Leonarda Cianciulli, née le 18 avril 1894 à Montella et décédée à Pouzzoles le 15 octobre 1970 est une diseuse de bonne aventure, tueuse en série et cannibale Italienne, connue sous le pseudonyme de la Saponificatrice de Correggio (en italien : la Saponificatrice di Correggio). Leonarda a assassiné trois femmes à Correggio entre 1939 et 1940, et a transformé leurs corps en savon et gâteaux.

## Meurtres
En 1939, Leonarda Cianciulli apprend que son fils aîné Giuseppe est incorporé à l'armée italienne. Giuseppe est son fils préféré et pour le protéger, Leonarda se met en tête de pratiquer des sacrifices humains,.
Les victimes de Leonarda Cianciulli sont Faustina Setti, Francesca Soavi et Virginia Cacioppo, venues chez elle pour diverse raisons. La première parce qu'on lui avait trouvé un mari à Pula. La deuxième c'est parce qu'on lui aurait trouvé un poste au collège féminin de Plaisance et la dernière une ex soprano aurait trouvé un poste de secrétaire d'imprésario à Florence. Elle découpe les corps en neuf morceaux et récupère le sang dans une bassine. Leurs dépouilles sont transformées en savon à l'aide de sept kilos de soude caustique et quant au sang, elle le mélange avec de la farine, du sucre, du chocolat, des œufs et du lait pour en faire des gâteaux qu'elle sert aux femmes qui lui rendent visite. Elle prétendra que les gâteaux faits à partir du sang de Virgina Cacioppo sont les meilleurs,.

## Arrestation et procès
Leonarda Cianciulli est suspectée par la belle-sœur de sa dernière victime Virginia Cacioppo, qui rapporte ces craintes auprès du poste de police de Reggio d'Émilie qui ouvre une enquête et arrête très vite Leonarda Cianciulli qui avoue en détail ses trois meurtres,.
.
Dans un entretien pour la revue Positif, Max von Sydow, évoquant sa carrière d'acteur en Italie, parle du film Black Journal de Mauro Bolognini qui s'inspire de cette affaire en ces termes : « J'ai fait un film avec Bolognini qui était presque une comédie. L'histoire vraie d'une femme qui, pendant la guerre, avait tué ses copines pour recycler les cadavres en savons ou en gâteaux. Ce petit trafic lui avait permis de survivre. Prise par la police, elle a accusé son fils. Il a passé la guerre en prison... ce qui lui a permis d'échapper à la guerre et peut-être à la mort. »,.
En 1946, Leonarda Cianciulli est jugée et condamnée à trente ans de prison dont trois dans un asile psychiatrique. Elle meurt dans la prison de Pouzzoles le 15 octobre 1970. Un certain nombre de preuves dont la bassine ayant servi à faire fondre ses victimes, sont gardées dans le musée criminel de Rome,.

## Postérité
Son histoire a inspiré un certain nombre d'œuvres :

### Cinéma
- Black Journal de Mauro Bolognini
- La Saponificatrice – Vita di Leonarda Cianciulli d'Alessandro Quadretti
- Da Lucia de Roberto Capucci (it)
- Leonarda (it) de Luca Brinciotti (2015)

### Théâtre
- Amore e Magia nella Cucina di Mamma ("Amour et magie dans la cuisine de maman") de Lina Wertmüller
- Leonarda Cianciulli: Storia di una serial Killer de Andrea Pilato